# Religion, Inc.
Religion, Inc., noto anche con il titolo di A Fool And His Money, è un film del 1989 diretto da Daniel Adams con Sandra Bullock e Jonathan Penner.

## Produzione
Il film è stato girato a New York e a Edison in New Jersey.

## Critica
Il sito Rotten Tomatoes ha scritto: 
"Il film è una commedia a basso budget con una fine prevedibile. Sandra Bullock brilla in un ruolo di supporto".